# 1235 в Україні

## Події
- Київський князь Володимир Рюрикович і галицький князь Данило Романович зазнали поразки від половців і потрапили в полон у битві під Торчеськом.
- У Києві став княжити Ізяслав Мстиславич.
- Михайло Чернігівський захопив Галич і посадив на галицький престол свого сина Ростислава.
- Травень. Володимир Рюрикович звільнився з половецького полону, повернувся на Овруцький стіл, посунувши Ростислава Володимировича.